# Armaniinae
Armaniinae (лат.) — подсемейство вымерших муравьёв. Ранее рассматривалось на уровне отдельного семейства в составе надсемейства Formicoidea.

## Описание
Подсемейство Armaniinae — это полностью вымершая группа муравьёв из мелового периода, которая была впервые выделена профессором Г. М. Длусским в 1983 году в ранге семейства Armaniidae. Их рассматривали как «промежуточное звено» между муравьями и осами-сколиоидами. В дальнейшем эта группа рассматривалась в качестве подсемейства Armaniinae в составе единственного семейства настоящих муравьёв — Formicidae. Обнаружены только в меловом периоде (альбский, туронский и сеноманский ярусы), возраст находок около 112—89 млн лет. Стебелёк между брюшком и грудкой состоит из одного членика петиоля; перетяжка между первыми сегментами брюшка (III и IV абдоминальными) отсутствует. Обладают жилкованием крыльев, как и у других современных примитивных муравьёв. Скапус усиков самок короткий, жвалы двузубчатые, так же как у примитивных одиночных ос. Обнаружены только самцы и крылатые самки.
В 2017 году палеоэнтомологом Борисенко был проведен обзор меловых муравьиных групп, в результате которого Armaniidae были расформированы, а три рода Armania, Orapia и Pseudarmania были перенесены в Sphecomyrminae.  Роды Archaeopone и Poneropterus рассматривались как incertae sedis в Formicidae, а роды Dolichomyrma и Khetania были полностью исключены из семейства как incertae sedis в Aculeata. Однако, это мнение считается спорным и ведущий таксономист и автор каталога Antcat.org Барри Болтон с оговорками относится к выводу Borysenko (2017), и предпочел бы рассматривать таксон Armaniinae как подсемейство стволовой группы Formicidae или даже отдельное семейство. Болтон отметил: «Его синонимия с †Sphecomyrminae ни в коем случае не является убедительной». 

## Систематика
- †Armaniinae Dlussky, 1983
  - †Armania Dlussky, 1983 (=Armaniella Dlussky, 1983)
    - †Armania capitata Dlussky, 1999
    - †Armania curiosa (Dlussky, 1983)
    - †Armania pristina Dlussky, 1999
    - †Armania robusta Dlussky, 1983

  - †Pseudarmania Dlussky, 1983
    - †Pseudarmania aberrans Dlussky, 1983
    - †Pseudarmania rasnitsyni Dlussky, 1983

### Исключённые рода
Первоначально в состав подсемейства (семейства) также включали следующие таксоны:
- †Archaeopone Dlussky, 1983
  - †Archaeopone kzylzharica Dlussky, 1975
  - †Archaeopone taylori Dlussky, 1983
- †Dolichomyrma Dlussky, 1975
  - †Dolichomyrma latipes Dlussky, 1975
  - †Dolichomyrma longiceps Dlussky, 1975
- †Orapia Dlussky, Brothers & Rasnitsyn, 2004
  - †Orapia minor Dlussky, Brothers & Rasnitsyn, 2004
  - †Orapia rayneri Dlussky, Brothers & Rasnitsyn, 2004
- †Poneropterus Dlussky, 1983
  - †Poneropterus sphecoides Dlussky, 1983